# 레밍밭쥐
레밍밭쥐(Alticola lemminus)는 비단털쥐과에 속하는 설치류의 일종이다. 러시아에서만 발견된다. 해안가 지역부터 산악 지역까지 암반 서식지에서 산다.